# Стаффорд, Хамфри, 1-й герцог Бекингем
Хамфри Стаффорд (англ. Humphrey Stafford; 15 августа 1402 — 10 июля 1460) — 7-й барон Стаффорд, 7-й барон Одли и 6-й граф Стаффорд с 1403 года, 1/3-й граф Бекингем с 1438 года, 1-й герцог Бекингем с 1444 года, граф Перш с 1431 года, лорд-верховный констебль Англии, рыцарь Ордена Подвязки с 1429 года, лорд-смотритель Пяти портов и констебль Дуврского замка в 1450—1459 годах, английский военачальник в Столетней войне и войне Алой и Белой розы, сын Эдмунда Стаффорда, 5-го графа Стаффорда, и Анны Глостер, дочери Томаса Вудстока, герцога Глостер, и Элеоноры де Богун.

## Биография

### Молодые годы
Хамфри был меньше года, когда погиб его отец, Эдмунд Стаффорд. Хамфри унаследовал его обширные владения, а также титулы графа и барона Стаффорда и барона Одли. При этом 2/3 земель находились под управлением матери, Анны Глостерской, которая вскоре вышла замуж за Уильяма Буршье. Официальным опекуном Хамфри до достижения им шестнадцатилетнего возраста была Жанна Наваррская, жена короля Англии Генриха IV.
22 апреля 1421 года Хамфри был посвящён в рыцари королём Генрихом V. После смерти короля Генриха V Хамфри в 1424 году вошёл в состав регентского совета, а также стал членом Тайного совета. А в 1429 году стал рыцарем Ордена подвязки.
Во Франции в это время возобновилась Столетняя война. Хамфри принимал в ней участие. В 1430—1432 годах он был генерал-лейтенантом Нормандии, а в 1431 году король Генрих VI даровал Хамфри часть нормандских владений с титулом графа Перша.
В 1438 году умерла мать Хамфри, после чего он получил под управление её владения, включавшие половину наследства угасшего рода Богунов. Эти владения принесли Хамфри значительный доход, а также титул графа Бекингема. А 14 сентября 1444 года для Хамфри был создан титул герцога Бекингема, после чего он стал одним из самых могущественных землевладельцев в Англии.
Во Франции он в 1442—1452 годах был капитаном Кале, сенешалем Холтона (в 1439 году). Поскольку корона постоянно задерживал выплату жалования гарнизону, Хамфри был вынужден выплачивать жалование из своих личных средств. Корона позже компенсировала эти траты только частично.
В 1450 году Хамфри был назначен лордом-хранителем Пяти портов и констеблем Дуврского замка, приняв участие в подавлении восстания Джека Кэда, от которого 18 июня потерпел поражение при Севеноксе в Кенте. Кроме того, Хамфри был наследственным верховным констеблем Англии.
В 1445 и 1446 годах Хамфри был представителем английской короны во время мирных переговорах с французами. 18 февраля 1447 года герцог Бекингем как верховный констебль Англии был среди лордов, которые арестовали Хамфри Ланкастерского, герцога Глостера.
В 1451 году Хамфри вернулся в Англию. В этом же году вспыхнуло восстание Джека Кэда в Кенте. Хамфри вместе с Джоном Кемпом, архиепископом Йоркским пытались вести переговоры с восставшими, но они окончились полным провалом.

### Война Алой и Белой розы
С 1451 года реальная власть в Англии принадлежала не слабовольному королю Генриху VI, а королеве Маргарите Анжуйской (жене Генриха VI, полностью подчинившей мужа своему влиянию) и Тайному совету, который возглавлял Эдмунд Бофорт, 2-й герцог Сомерсет. Среди его сторонников находился и герцог Бекингем, который был связан с герцогом Сомерсетом родственными узами — Хамфри, граф Стаффорд, старший сын и наследник герцога Бекингема был женат на дочери герцога Сомерсета. В то же время герцог Бекингем стремился поддерживать мир с герцогом Ричардом Йоркским — Анна Невилл, жена Бекингема, была сестрой Сесилии Невилл, жены Ричарда. Однако тот был полностью отстранён от управления Англией, поскольку окружение Генриха VI (и, в первую очередь, королева Маргарита Анжуйская) опасалось, что Ричард, ближайший родственник короля по мужской линии, попытается захватить власть. Опасаясь за свою свободу и жизнь, Ричард в 1452 году набрал армию и выступил на Лондон. Навстречу ему двинулся король Генрих, которого сопровождали его сторонники, включая герцога Бекингема. Однако до битвы дело не дошло — король послал к Ричарду переговорщиков, которые убедили сложить его оружие и распустить армию, после чего получил королевское прощение.
Но уже в следующем 1453 году ситуация в Англии изменилась. 17 июля английская армия оказалась разгромлена в битве при Кастильоне, что означало окончательное поражение Англии в Столетней войне. После получения известия об этом 10 августа Генрих VI был сражён приступом безумия. В таком состоянии он пробыл 15 месяцев. Ричард, как ближайший родственник короля, стремился стать регентом, чему пыталась помешать Маргарита Анжуйская, только что родившая сына Эдуарда. В итоге долгой борьбы в парламенте Ричард был провозглашён протектором королевства, а герцог Сомерсет был помещён в заключение в Тауэре.
Ричард сохранял власть до рождества 1454 года, когда король неожиданно пришёл в себя. Он освободил Сомерсета из заключения и отменил все решения Ричарда Йоркского. Опасаясь за свою свободу, герцог Йоркский отправился на север, где стал собирать войска. Генрих VI с армией выступил следом. Обе армии остановились около города Сент-Олбанс. Как и в 1451 году король попытался решить дело мирно. Для этого он отправил герцога Бекингема к Ричарду, однако переговоры успехом не увенчались. В итоге 22 мая 1455 года состоялась битва, которая ознаменовала начало серии конфликтов, вошедших в историю под названием войны Алой и Белой розы. Герцог Бекингем в этой битве был одним из военачальников Генриха VI, в битве также участвовал его старший сын Хамфри. По настоянию герцога Бекингема, который опасался численного перевеса сторонников герцога Йоркского, королевская армия укрепилась в городе, надеясь, что городские позиции послужат дополнительной защитой для армии. Однако в результате такого решения ланкастерцам было трудно организовать чёткую координацию обороны. В итоге битва закончилось разгромом королевской армии. Среди погибших был и герцог Сомерсет, а король оказался в плену у Ричарда. Герцог Бекингем в битве был ранен стрелой в лицо, но смог укрыться в аббатстве Сент-Олбанс. Его сын Хамфри был ранен стрелой в руку.
Ричард в сопровождении короля прибыл в Йорк и снова стал правителем королевства, чему способствовал и новый приступ безумия Генриха VI. Однако сторонники короля отказались признать власть Ричарда, сплотившись вокруг королевы Маргариты Анжуйской. Герцог Бекингем, который во время второго протектората Ричарда Йоркского занимал взвешенную позицию.
После того, как в феврале 1456 года к королю снова вернулся рассудок, Ричард вновь лишился всех постов. 8 октября королевский двор прибыл в Ковентри, где состоялся королевский совет. Несмотря на противодействие герцога Бекингема совет сместил с официальных постов его единокровных братьев, которые были назначены герцогом Йоркским: архиепископ Кентерберийский Томас Буршье был смещён с поста канцлера, а виконт Генри Буршье — с поста казначея. В тот же день в городе произошла стычка между людьми Генри Бофорта, 3-го герцога Сомерсета (сына и наследника погибшего при Сент-Олбансе Эдмунда Бофорта) и городской стражей Ковентри, однако вмешательство герцога Бекингема, обладавшего влиянием на горожан, стороны удалось примирить.
Вскоре столкновения между сторонниками Йорков и Ланкастеров возобновились. 12 октября 1459 года герцог Бекингем принимал участие в битве на Ладфордском мосту, после проигрыша в которой Ричард Йоркский был вынужден бежать в Уэльс. После этого Парламент объявил сторонников Ричарда изменниками. Жена Ричарда, которая отдала себя на милость короля, была передана под надзор герцога Бекингема, её свояка.
Однако в 1460 году некоторые сторонники Йорков вернулись в Англию. 10 июля один из йоркистов — Ричард Невилл, 16-й граф Уорик, сошёлся с ланкастерской армией, которой командовал герцог Бекингем, в битве при Нортгемптоне. Битва закончилась разгромом Ланкастеров, а герцог Бекингем при этом погиб.
Поскольку старший сын герцога Бекингема, Хамфри, умер ещё при жизни отца, то наследником его владений и титулов стал малолетний внук Генри.

## Брак и дети
Жена: ранее 18 октября 1424 Анна Невилл (около 1411 — 20 сентября 1480), дочь Ральфа де Невилла, 1-го графа Уэстморленда, и Джоан Бофорт. Дети:
- Хамфри Стаффорд (около 1424 — около 1459), граф Стаффорд
- сир Генри Стаффорд (около 1425 — 4 октября 1471)
- Джон Стаффорд (24 ноября 1427 (примерно) — 8 мая 1473), 1-й граф Уилтшир с 1470, лорд верховный стюарт Англии с 1471
- Эдвард Стаффорд (умер в младенчестве)
- Ричард Стаффорд (умер в младенчестве)
- Маргарет Стаффорд (1435 — ?); муж: Роберт Данэм
- Кэтрин Стаффорд (около 1437 — 26 декабря 1476); муж: примерно с 1467 Джон Толбот (12 декабря 1448 — 28 июня 1473), 3-й граф Шрусбери
- Джордж Стаффорд (1439 — в младенчестве), брат-близнец Уильяма
- Уильям Стаффорд (1439 — в младенчестве), брат-близнец Джорджа
- Джоан Стаффорд (1442—1484); 1-й муж: ранее 4 марта 1461 (развод 1477) Уильям Бомонт (23 апреля 1438 — 19 декабря 1507), 2-й виконт Бомонт; 2-й муж: примерно с 1477 сир Уильям Найветт из Бекингема (1440 — 2 декабря 1515), шериф Норфолка и Саффолка
- Элизабет Стаффорд
- Анна Стаффорд (1446 — примерно 14 апреля 1472); 1-й муж: примерно с апреля 1460 Обри де Вер (умер 20 февраля 1462); 2-й муж: сир Томас Кобем (умер в 1471), 5-й барон Кобем